# Cerro Provincia
El Cerro Provincia es un cerro precordillerano, que forma parte de la sierra de Ramón, en la zona oriente de Santiago de Chile. Se le considera uno de los cerros más visitados de la capital de Chile. Con una altitud de 2.750 m.s.n.m es la cuarta cumbre más alta de la Sierra de Ramón

## Descripción
Tiene una altitud de 2750 m s. n. m. y limita al norte y oeste con el cerro Alto del Naranjo, al sur con el cerro la Cruz y al este con la cuenca de Vallecito. Este cerro es parte de la cadena montañosa sierra de Ramón, la que tiene por límites el río Mapocho por el Norte y el río Maipo por el Sur, la ciudad de Santiago por el oeste y estero El Manzano por el este.
La ascensión del cerro Provincia es una excursión muy recurrida por los montañistas de Santiago. En invierno es habitual encontrarlo nevado razón, junto a su cercanía de la ciudad, que lo ha convertido en una salida habitual para los montañistas que desean experimentar las condiciones típicas de la alta montaña. Para su ascensión es necesario estar familiarizado en el uso de crampones y piolet. En verano es un lugar sumamente árido y caluroso, lo que convierte su ascensión en una excursión muy agotadora pero de excelente entrenamiento.

## Edad y Formación
Se estima que este cerro tiene una edad de entre 1,8 y 2 millones de años, y su formación se debe a la Falla de San Ramón, que levanta al cerro, cada vez que ocurren desplazamientos de la placa de Nazca bajo la placa continental o placa Sudamericana, se generan zonas de acumulación de energía en esta última, que son liberados en la falla. Esta falla surge como parte de los procesos tectónicos que llevaron al levantamiento de la cordillera de los Andes, hace más de 10 millones de años.

## Cuencas hidrográficas
Durante el período de deshielos el cerro Provincia forma numerosos esteros, que desaguan en dos cuencas. Hacia el noreste forma la cuenca de Vallecito, mientras hacia suroeste forma, junto con los cerros de Ramón y la Cruz, el valle de los Quillayes. En este lugar destaca una cascada natural conocida como el Salto de Apoquindo producida por filtraciones de aguas provenientes de los cerros Provincia y La Cruz, que contribuye al estero San Ramón.Hacia el oriente está la cuenca hidrográfica del Estero Covarrubias.

## Atractivos naturales

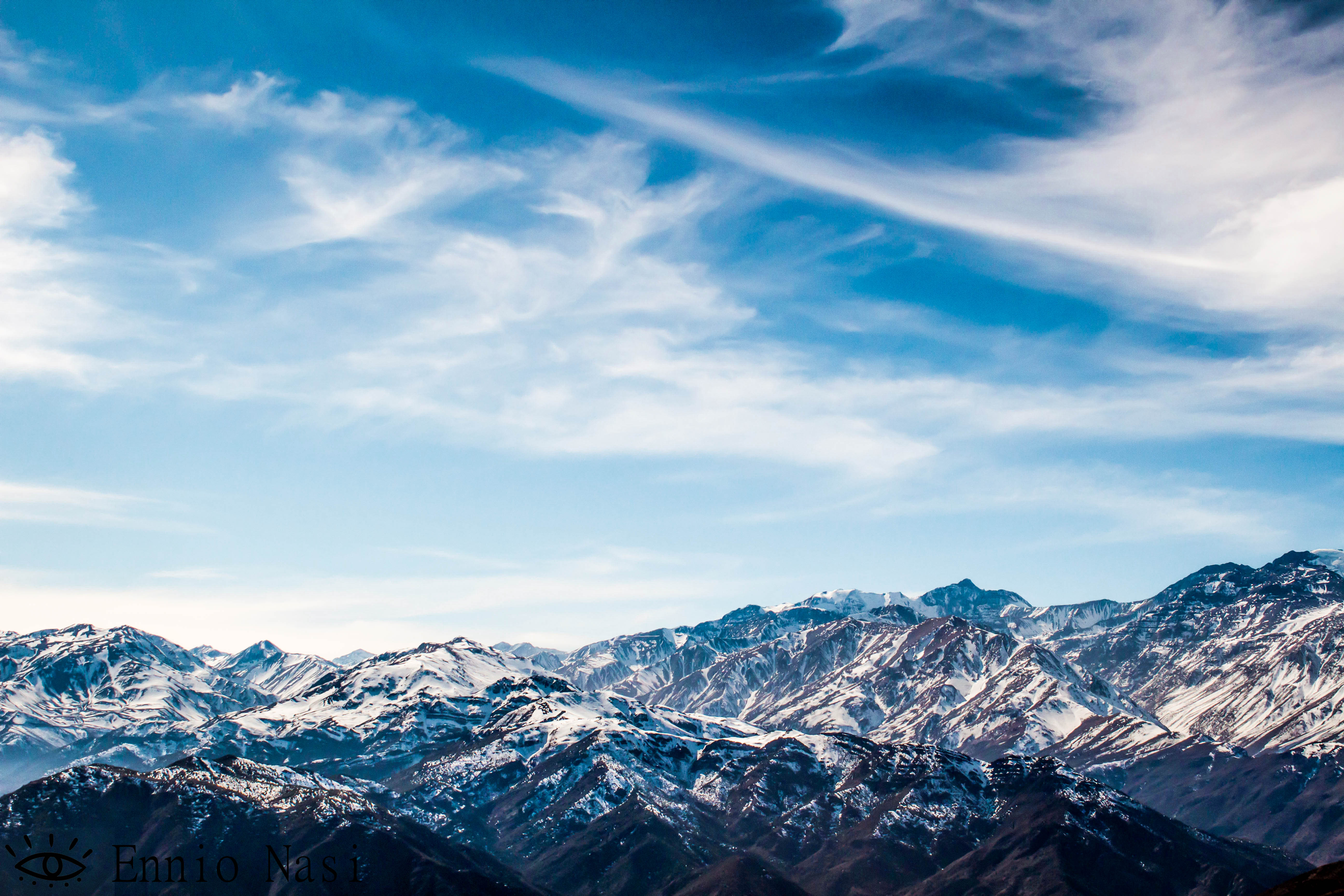
Vista cordillerana desde la cima del cerro Provincia

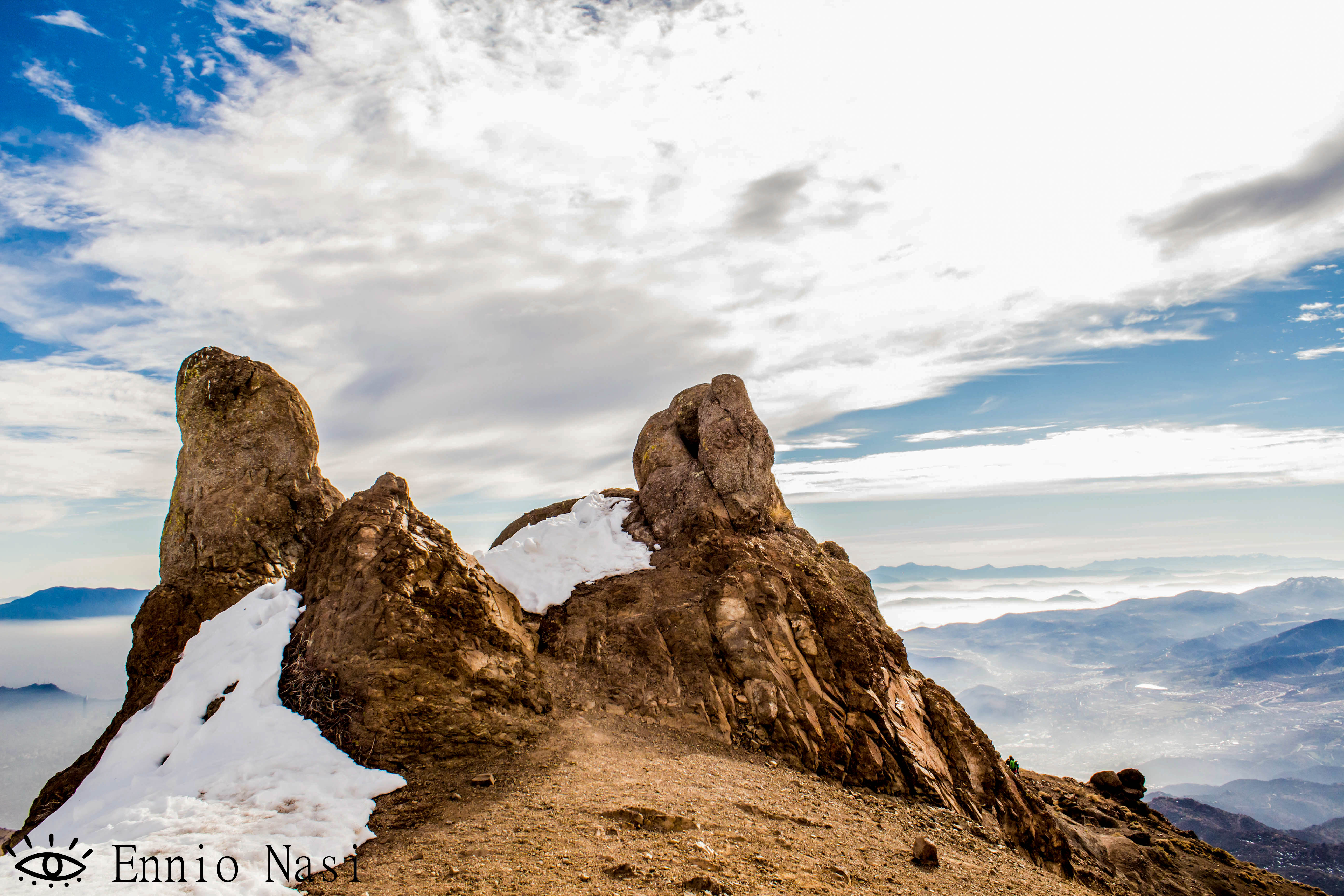
Piedras en el cerro Provincia

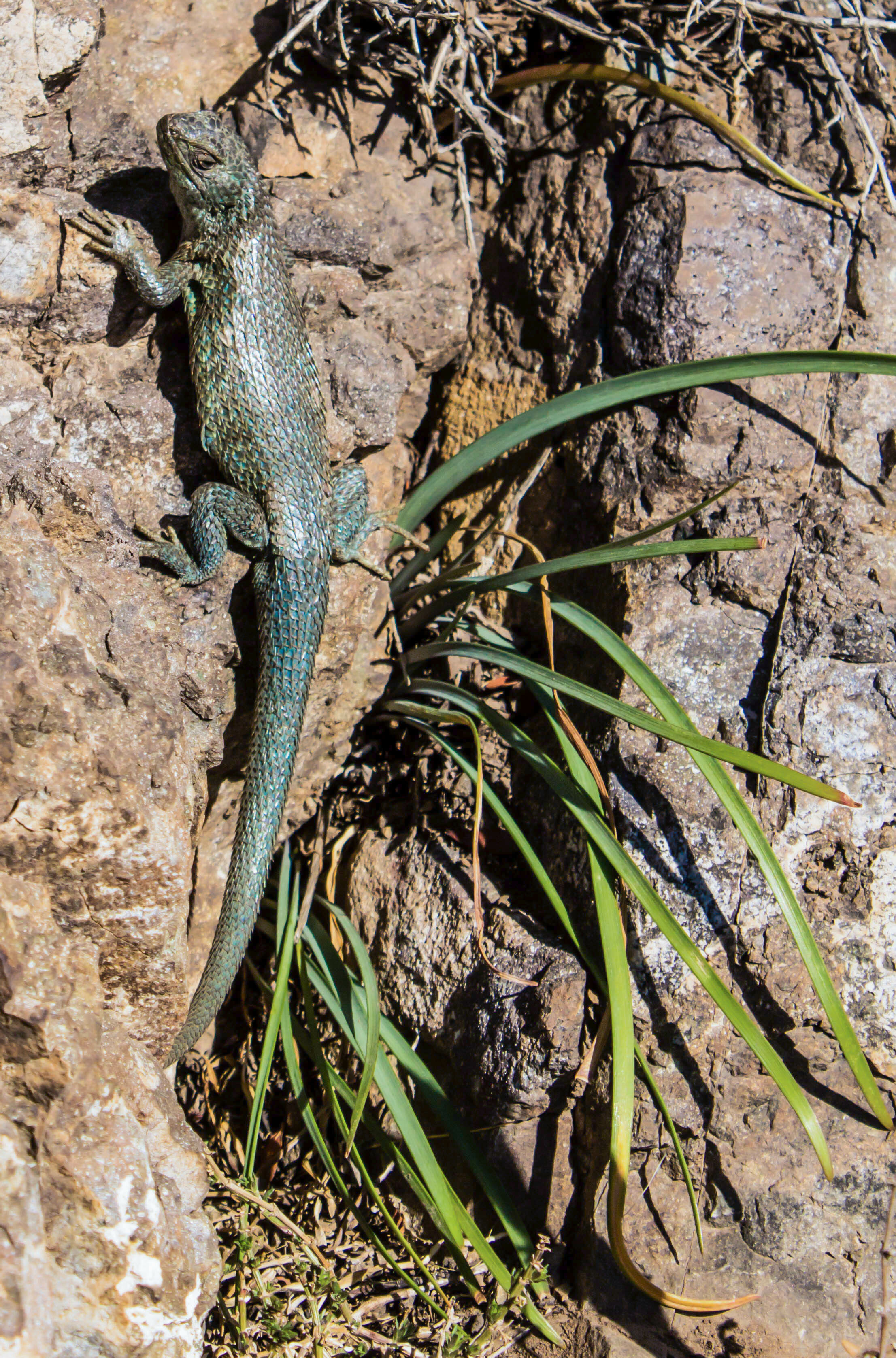
Liolaemus cristiani

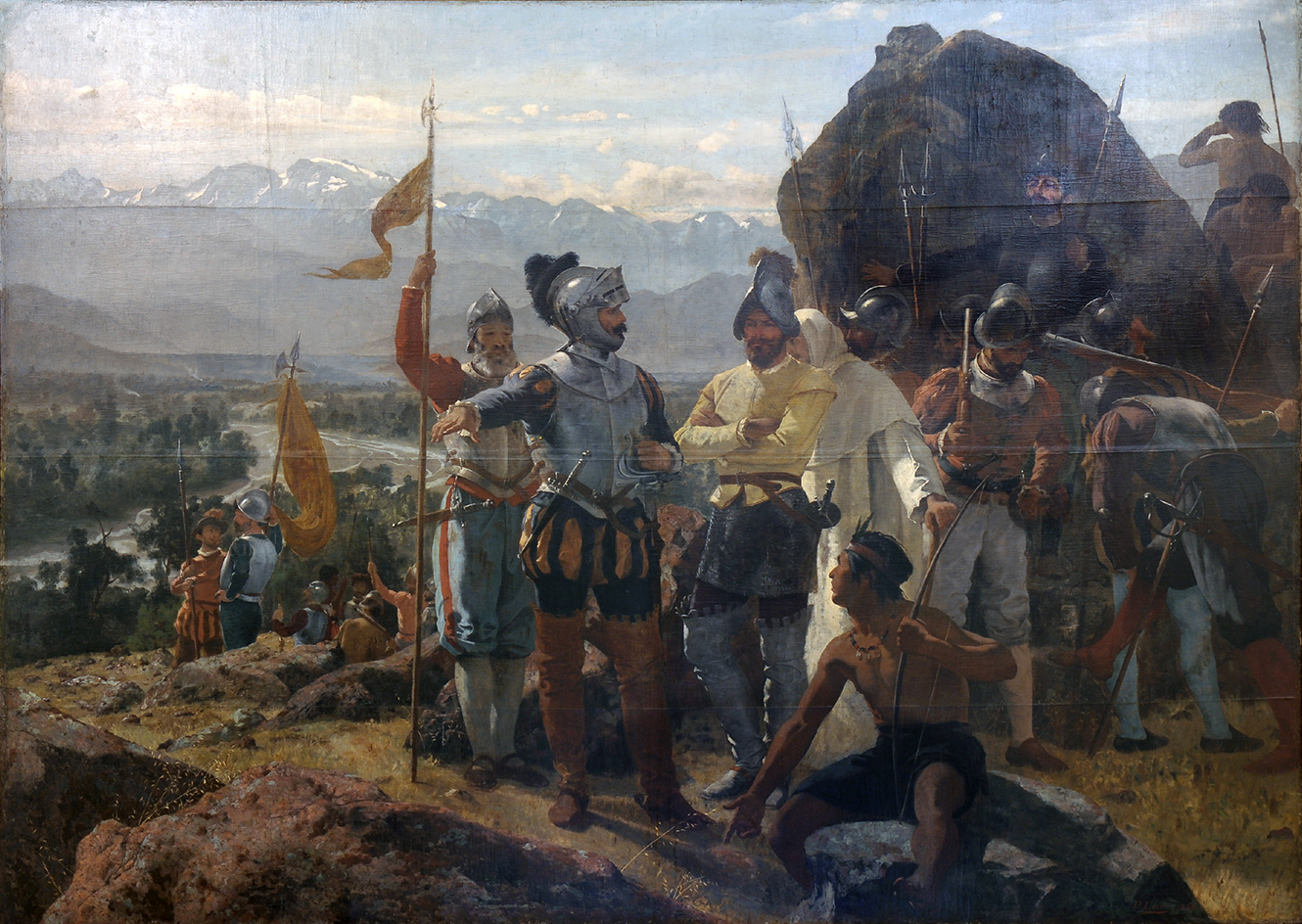
Fundación de Santiago. Entre los yelmos de Pedro de Valdivia y Francisco de Villagra, aparece el Cerro Provincia.

Este cerro se puede apreciar desde toda la ciudad de Santiago, y es el protagonista indiscutido de toda foto panorámica tomada a la ciudad.
Destaca en invierno su cumbre casi siempre nevada, en primavera el verdor de sus laderas hasta los 2000 m s. n. m., y en verano las diferentes tonalidades del material rocoso que lo compone.
Su vegetación está compuesta por flora autóctona. En las quebradas se pueden hallar, principalmente, arrayanes, peumos y boldos, hasta los 1800 m s. n. m., desde esta altura hasta los 2200 metros algunas plantas pequeñas. Sobre los 2200 m s. n. m., no existe vegetación. 
Una variada fauna se encuentra presente durante todo el año, incluso en la cumbre. Se pueden encontrar vizcachas, zorros culpeos, degús (ratón cola de pincel), cóndores, gallinas ciegas, tiuques y otros.

## Rutas de ascensión

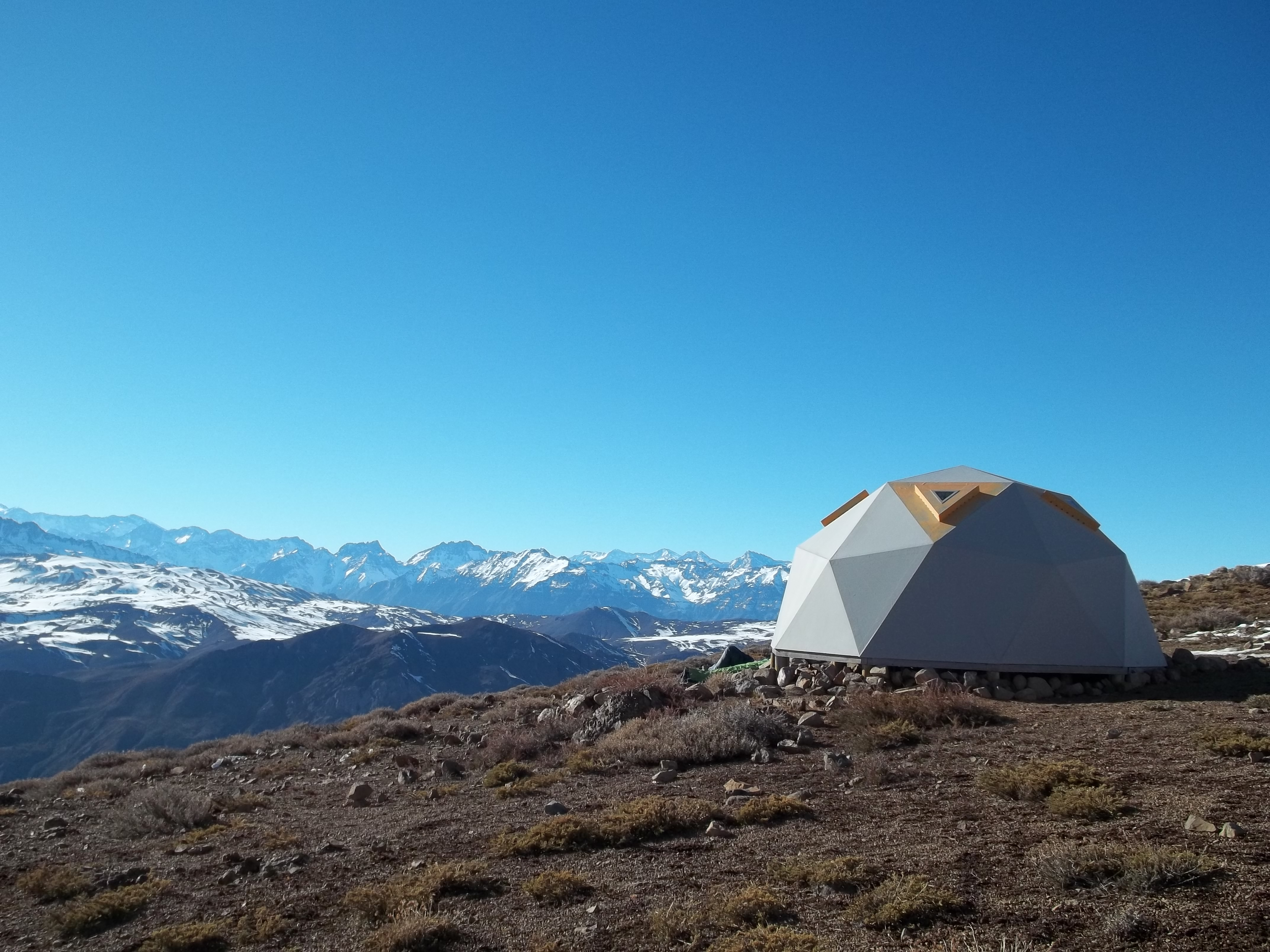
Refugio en el Cerro Provincia

El cerro tiene diferentes rutas de ascension, siendo las más usadas las del Puente Ñilhue, y la de San Carlos de Apoquindo en la comuna de Las Condes. 
Su cercanía a la capital permite su ascensión durante todo el año, siendo requisito indispensable llevar abundante agua para la caminata. 
Para principiantes se recomienda siempre subirlo en dos jornadas, en la primera para llegar hasta una altura de 1800 a 2000 m s. n. m., y levantar un campamento base donde se pernocta. La segunda jornada parte desde este punto en la madrugada hasta la cumbre, para luego regresar al campamento base cerca de mediodía, desmontar el campamento y regresar a la ciudad. 
También se puede subir en una jornada, durante todo el día y pernoctar en el Refugio que está habilitado. Para esto es necesario llevar el agua necesario para los dos días, ya que no hay donde abastecerse de ella.
Actualmente se encuentra considerado como zona de protección ambiental por Protege.

## Senderismo
El cerro es uno de los destinos más codiciados de senderismo de Santiago. Presenta varias rutas en su interior. El cerro Provincia es un camino de baja dificultad técnica pero de mediana dificultad física por su desnivel y su distancia recorrida, se puede hacer este cerro por el día a buen ritmo, teniendo en cuenta que en algunas épocas del año la luz no nos acompañará toda la ruta de regreso.
Se puede acceder por el Puente Ñilhue o por el estadio San Carlos de Apoquindo.

## Desaparición de dos estudiantes
El 15 de octubre de 2016 se realizaron varias actividades de The North Face Endurance Challenge, incluyendo trail runnings de 80, 21 y 10 km. Ese día, sin estar inscritos, dos estudiantes de Ingeniería de la Universidad de Chile, Vicente Charpentier (22) y Joaquín Castillo (20), se adentraron en el cerro, extraviándose, lo que motivó una búsqueda masiva. Fueron vistos por última vez en la zona del Salto de Apoquindo, tras lo cual comenzó a nevar y se perdió el contacto con ellos. Un mensaje de WhatsApp enviado por Vicente alertó a su madre de que estaban en peligro y uno de ellos estaba herido. Se barajaron muchas hipótesis. Carabineros inició una tercera etapa de la búsqueda, junto al Ejército y el Cuerpo de Socorro Andino. La Onemi mantenía su confianza en hallar a los dos jóvenes. El 19 de octubre, la FACH fotografió toda la zona. El 20 de octubre se sumó a la operación un perro adiestrado para detectar teléfonos celulares.
El encargado de búsqueda de Socorro Andino, Gunter Hiche, explicó que los jóvenes no llevaban ropa adecuada para soportar las bajas temperaturas del lugar y no tenían demasiada comida.

«A los 80 efectivos del Ejército y Carabineros que ya están en la búsqueda "se van a sumar 60 personas de alto estándar en montaña, personas muy capacitadas, profesionales del montañismo, de búsqueda y de rescate”. “Son todos particulares que van a ser coordinados operativamente y que van a trabajar al alero del Gope".»
 Director metropolitano de la Onemi, Rodrigo Rojas

Así, en total, fueron 140 las personas que trabajaron desde el 22 de octubre en la búsqueda de los jóvenes perdidos en ese sector precordillerano de la Región Metropolitana.
Tras 10 días de búsqueda, la mañana del miércoles 26 de octubre Carabineros informa que fueron hallados dos cuerpos. En horas de la tarde se confirma que los cuerpos encontrados corresponden a los dos estudiantes desaparecidos.